# 프랑스의 정당
프랑스의 정치 체제는 다당제이며, 연정을 통해 정권을 잡기도 한다.
프랑스 국회에 의석을 보유한 정당들은 다음과 같다.
| 정당               | 의석      | 스펙트럼        | 성향            | 지도자                |
| ------------------ | --------- | --------------- | --------------- | --------------------- |
| 전진!              | 303 / 577 | 중도 ~ 중도우파 | 사회자유주의    | 에마뉘엘 마크롱       |
| 공화당             | 97 / 577  | 중도우파 ~ 우익 | 보수주의        | 로랑 보키에           |
| 민주운동           | 39 / 577  | 중도            | 자유주의        | 프랑수아 바이루       |
| 사회당             | 25 / 577  | 중도좌파        | 사회민주주의    | 올리비에 포르         |
| 민주당-무소속 연합 | 18 / 577  | 중도~중도우파   | 보수자유주의    | 장크리스토프 리가르드 |
| 불복하는 프랑스    | 17 / 577  | 좌익            | 민주사회주의    | 장뤼크 멜랑숑         |
| 프랑스 공산당      | 10 / 577  | 중도좌파 ~ 좌익 | 유럽공산주의    | 파비앙 루셀           |
| 급진운동           | 10 / 577  | 중도            | 사회자유주의    | 로랑 헤나르트         |
| 국민전선           | 8 / 577   | 우익 ~ 극우     | 프랑스 민족주의 | 마린 르펜             |
| 약진하는 공화국    | 1 / 577   | 우익            | 드골주의        | 니콜라 뒤퐁에냥       |
| 운동세대           | 1 / 577   | 중도좌파        | 민주사회주의    | 브누아 아몽           |

## 같이 보기
- 정당 목록